# Ernst August Winroth
Ernst August Winroth, född den 30 januari 1839 i Stockholm, död där den 17 februari 1924, var en svensk militär. Han var bror till Hugo och Alfred Winroth samt far till Gerhard och Knut Winroth. 
Winroth blev underlöjtnant vid Svea artilleriregemente 1858 och vid Andra livgardet 1860. Efter att ha blivit löjtnant vid sistnämnda regemente 1863 blev han ordonnansofficer hos Karl XV 1864. Winroth befordrades till kapten  vid Andra livgardet 1875, till major vid Västgöta regemente 1886 och till överstelöjtnant där 1889. Han var överste och chef för Värmlands regemente 1892–1900. Winroth blev riddare av Svärdsorden 1879 och kommendör av första klassen av samma orden 1899. Han vilar i en familjegrav på Norra begravningsplatsen utanför Stockholm.